# 林淮宗
林淮宗，福建連江人，明朝政治人物、進士出身。

## 生平
宣德二年，登丁未科會試中進士，擔任刑部主事。